# زبابة سوسير
زبابة سوسير (الاسم العلمي:Sorex saussurei) (بالإنجليزية: Saussure's Shrew)‏ هي نوع من الحيوانات يتبع جنس الزبابة من فصيلة الزبابات.